# A magyar labdarúgó-bajnokság aranyérmes játékosainak listája: C, Cs
Az alábbi lista a magyar labdarúgó-bajnokság bajnokcsapatainak játékosait sorolja fel, C és Cs kezdőbetűvel, bajnoki cím száma, egyesületek és idények szerint.

## C
| Játékos              | Bajnoki cím | Csapat(ok)                     | Idény(ek)                         |
| -------------------- | ----------- | ------------------------------ | --------------------------------- |
| Marius Cheregi       | 1           | Ferencváros                    | 2000–01                           |
| Kenneth Christiansen | 1           | Ferencváros                    | 1994–95                           |
| Adamo Coulibaly      | 2           | Debreceni VSC                  | 2009–10, 2011–12                  |
| Dragan Crnomarković  | 1           | Ferencváros                    | 2000–01                           |
| Czanik Károly        | 1           | Debreceni VSC                  | 2009–10                           |
| Czéh László          | 1           | Ferencváros                    | 1994–95                           |
| Czibor Zoltán        | 3           | 1 – Ferencváros 2 – Bp. Honvéd | 1948–49 1954, 1955                |
| Czigi Aladár         | 1           | Ferencváros                    | 1939–40                           |
| Czvitkovics Péter    | 4           | 2 – MTK 2 – Debreceni VSC      | 1998–99, 2002–03 2008–09, 2009–10 |

## Cs
| Játékos              | Bajnoki cím | Csapat(ok)    | Idény(ek)                                   |
| -------------------- | ----------- | ------------- | ------------------------------------------- |
| Csábi József         | 3           | Bp. Honvéd    | 1988–89, 1990–91, 1992–93                   |
| Csanádi Árpád        | 1           | Ferencváros   | 1948–49                                     |
| Csapó György         | 1           | Nagyváradi AC | 1943–44                                     |
| Cseh András          | 5           | Bp. Honvéd    | 1984–85, 1985–86, 1987–88, 1988–89, 1990–91 |
| Cseh László          | 2           | Hungária      | 1935–36, 1936–37                            |
| Csehi Tibor          | 3           | Bp. Honvéd    | 1987–88, 1988–89, 1990–91                   |
| Cseke László         | 1           | Dunaújváros   | 1999–00                                     |
| Csepregi András      | 1           | Bp. Honvéd    | 1990–91                                     |
| Cserjés István       | 2           | Bp. Honvéd    | 1949–50, 1950-ősz                           |
| Csernyánszki Norbert | 4           | Debreceni VSC | 2004–05, 2005–06, 2006–07, 2008–09          |
| Csertői Aurél        | 1           | MTK           | 1996–97                                     |
| Cservenka Sándor     | 2           | Budapesti TC  | 1901, 1902                                  |
| Csikós Gyula         | 2           | Ferencváros   | 1939–40, 1940–41                            |
| Csillag Krisztián    | 1           | MTK           | 1996–97                                     |
| Csiszár Ákos         | 1           | Ferencváros   | 2000–01                                     |
| Csizmadia István     | 1           | Ferencváros   | 1906–07                                     |
| Csóka Zsolt          | 1           | Zalaegerszeg  | 2001–02                                     |
| Csoknay Norbert      | 1           | Ferencváros   | 2000–01                                     |
| Csonka Gyula         | 2           | Rába ETO      | 1981–82, 1982–83                            |
| Csontos Dénes        | 1           | MTK           | 1916–17                                     |
| Csordás Csaba        | 1           | MTK           | 1998–99                                     |
| Csordás Lajos        | 2           | Vasas SC      | 1957-tavasz, 1960–61                        |
| Csuhay József        | 2           | Bp. Honvéd    | 1987–88, 1988–89                            |
| Csüdör Ferenc        | 4           | MTK           | 1907–08, 1913–14, 1916–17, 1917–18          |